# Clary Morales
Clary Charlotte Morales, född Asplund den 31 maj 1876 i Kristinehamn, död den 16 juni 1959, var en svensk sångare (sopran).
Morales studerade sång för Carolina Östberg och Gillis Bratt i Stockholm samt Julius Hey i Berlin. Hon medverkade bland annat i symfonikonserter i Stockholm, Göteborg och Lausanne samt konserterade dessutom i Köpenhamn, Berlin, Genève och London.
Morales var lärare vid Stockholms musikkonservatorium 1925 och 1933–1934. Hon var en av initiativtagarna till Svenska sångpedagogförbundet 1933 och dess ordförande 1933–1937. Bland hennes elever fanns bland andra Marianne Mörner och Kerstin Lindberg-Torlind.
Hugo Alfvén skriver om henne i sina memoarer: ”…den unga göteborgssångerskan fru Clary Morales. Jag hade blivit alldeles betagen i hennes sinnligt mjuka, varma och sköna stämma och hennes ovanligt besjälade föredrag.”
Clary Morales invaldes den 29 oktober 1919 som ledamot nr 558 av Kungliga Musikaliska Akademien.
Hon var dotter till ingenjören Harald Asplund och från 1902 gift med pianisten och tonsättaren Olallo Morales och blev mor till Christer Morales och Mona Morales-Schildt.